# Хоџа
Хоџа (тур. hodja, hoca) почасна је титула која се користи широм Средњег истока, јужне, југоисточне и средње Азије, нарочито међу суфијским учењацима. Ријеч поријеклом води од персијске ријечи khwāja (перс.  khāje, дари khājah, таџ. khoja) и преводи се као „господар”. Верзије на осталим језицима су: бенгалски khaaja, албански hoxha, грчки χότζας, румунски hogea, јавански koja. У Египту и Судану ријеч се користи за означавање особа са страним држављанством или страном баштином.